# Gelumpang Payung
Gelumpang Payung is een bestuurslaag in het regentschap Aceh Tengah van de provincie Atjeh, Indonesië. Gelumpang Payung telt 498 inwoners (volkstelling 2010).